# Citissor
Citissor (en grec antic: Κυτίσσωρος), segons la mitologia grega, va ser un heroi grec, el fill que Frixos va tenir quan va arribar a la Còlquida, amb una filla del rei Eetes, que tan aviat és Calcíope com Iofassa. Els seus germans eren Argos, Melas i Frontis.
De gran va anar a casa del seu avi, Atamant, per fer-se càrrec de l'herència que li corresponia. Quan va arribar a Halos, a Tessàlia, la gent del lloc estava a puny d'oferir Atamant en sacrifici a Zeus, tal com va dir l'oracle, per haver trencat un precepte religiós. Citissor el va salvar i el va restablir en el poder, cosa que va provocar la còlera divina sobre ell i sobre els seus descendents. A cada generació, el primogènit tenia prohibit entrar al Pritaneu, i si l'hi trobaven era sacrificat.